# Académie nationale de l'aviation (Azerbaïdjan)
L'académie nationale de l'aviation est un établissement d'enseignement supérieur publique située à Bakou, en Azerbaïdjan.

## Histoire
L'académie nationale de l'aviation a été fondée en 1992. Le recteur de l'académie est Arif Pachayev. Sa bibliothèque a été mise en service en 1996.

## Facultés
- Faculté du transport aérien
- Faculté aérospatiale
- Faculté d'économie et de droit
- Faculté des technologies des transports
- Faculté de physique et de technologie[2]